# Markocin, Tỉnh West Pomeranian
Markocin [marˈkɔt͡ɕin] (tiếng Đức: Vorwerk Markentun) là một ngôi làng thuộc khu hành chính của Gmina Cedynia, thuộc quận Gryfino, West Pomeranian Voivodeship, ở phía tây bắc Ba Lan, gần biên giới Đức. Nó nằm khoảng 5 kilômét (3 mi) phía bắc Cedynia, 42 km (26 mi) về phía tây nam Gryfino và 62 km (39 mi) về phía tây nam của thủ đô khu vực Szczecin.
Làng có dân số 10 người.